# Odważny
Odważny (ang. The Brave) – amerykański dramat z 1997 roku w reżyserii Johnny’ego Deppa, grającego w nim główną rolę, na podstawie powieści Gregory'ego MacDonalda. Film walczył o Złotą Palmę na festiwalu w Cannes, gdzie przegrał ze Smakiem wiśni Abbasa Kiarostamiego. W Polsce Odważnego wyświetlano w czasie festiwalu Camerimage.

## Fabuła
Raphael mieszka wraz z żoną i dwojgiem dzieci w małym miasteczku u stóp wysypiska śmieci. Wyrzucane tu resztki pożywienia są głównym źródłem utrzymania dla miejscowej ludności. Pewnego dnia bohater wyrusza na poszukiwania dochodowej pracy. Propozycję składa mu mężczyzna imieniem McCarthy. Chce nagrania śmierci Raphaela, która zostałaby wykonana w bestialski sposób przez ludzi McCarthy’ego, w zamian za co miałby zapłacić jego rodzinie pięćdziesiąt tysięcy dolarów.

## Obsada
- Johnny Depp jako Raphael
- Marlon Brando jako McCarthy
- Marshall Bell jako Larry
- Elpidia Carrillo jako Rita
- Frederic Forrest jako Lou Sr.
- Clarence Williams III jako ojciec Stratton
- Max Perlich jako Lou Jr.
- Luis Guzmán jako Luis
- Cody Lightning jako Frankie